# منشی (فیلم ۱۹۳۸)
«منشی» (انگلیسی: The Secretary) یک فیلم است که در سال ۱۹۳۸ منتشر شد.